# Palais Wrangel

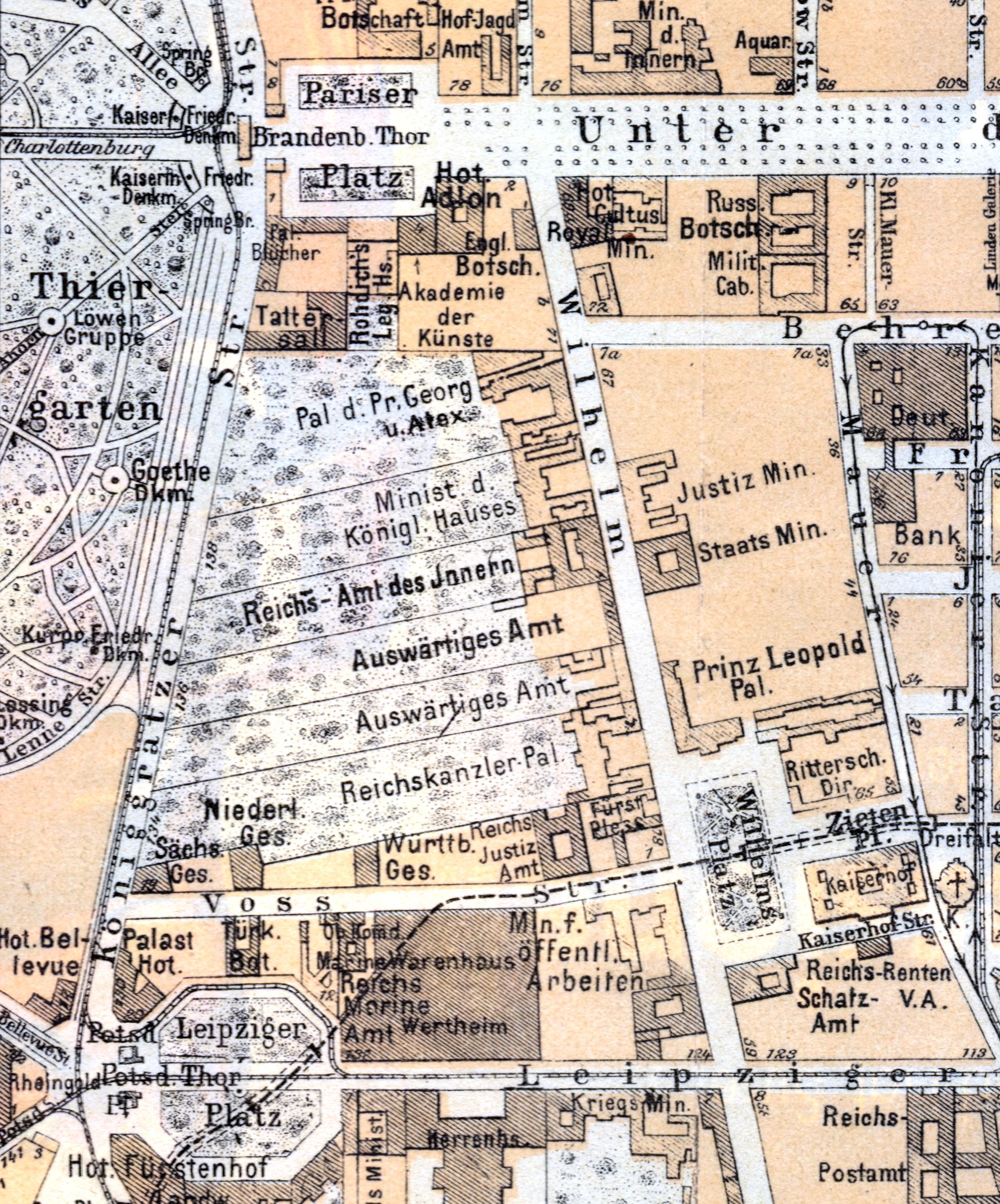
Lage des Palais Wrangel (als „Rohdich’s Leg. Hs.“ bezeichnet) auf einem Ausschnitt von Griebens Reiseführer Berlin und Umgebung, 1904

Als Palais Wrangel, früher auch Rohdich’sches Legatenhaus, wurde das Anwesen Pariser Platz 3 im Berliner Ortsteil Mitte, in unmittelbarer Nähe des Brandenburger Tores, bezeichnet. Es wurde im Zweiten Weltkrieg zerstört. Heute befindet sich an dieser Stelle das DZ-Bank-Gebäude am Pariser Platz.

## Geschichte

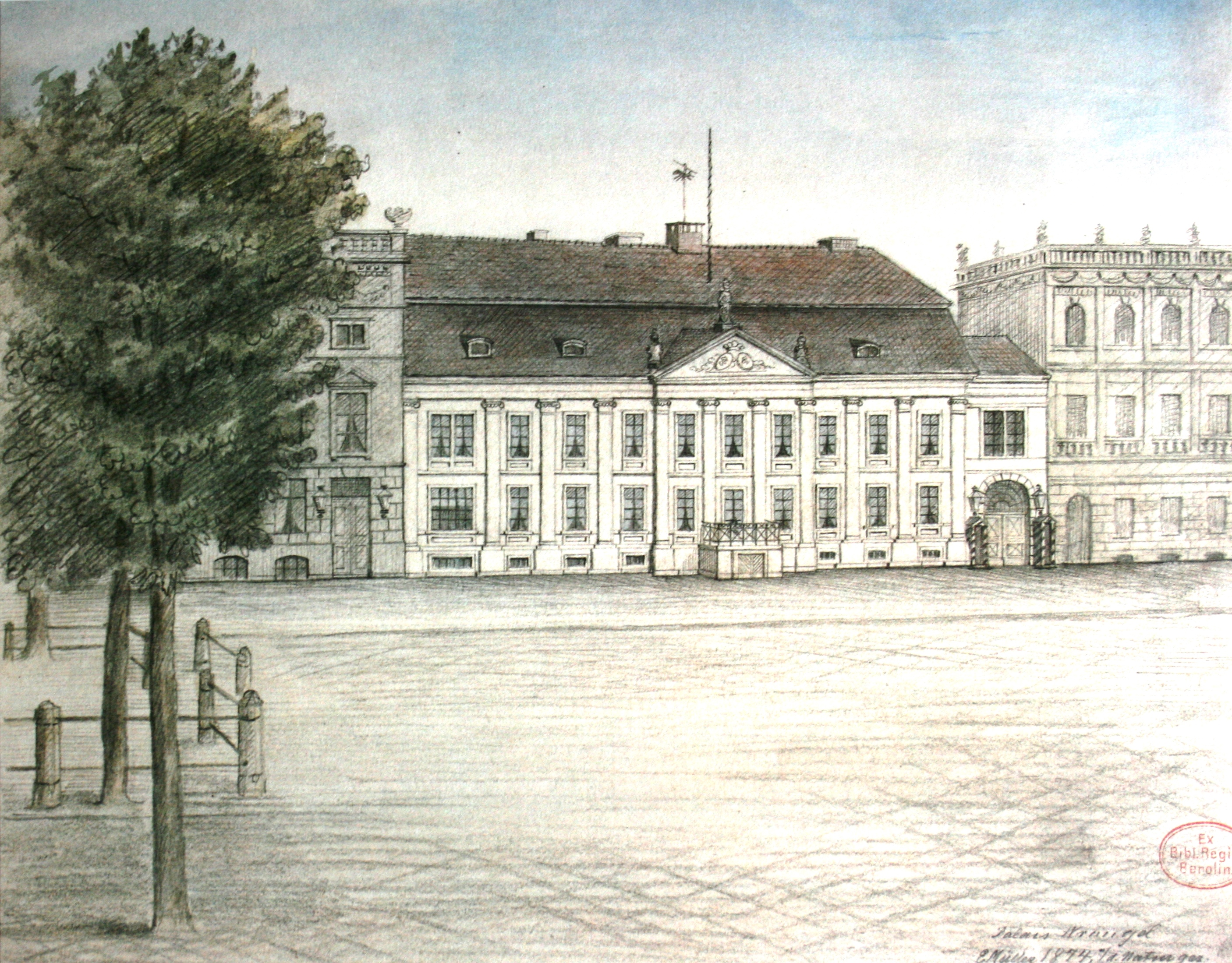
Das Palais Wrangel 1874
Zeichnung von Ernst Müller von Sondermühlen

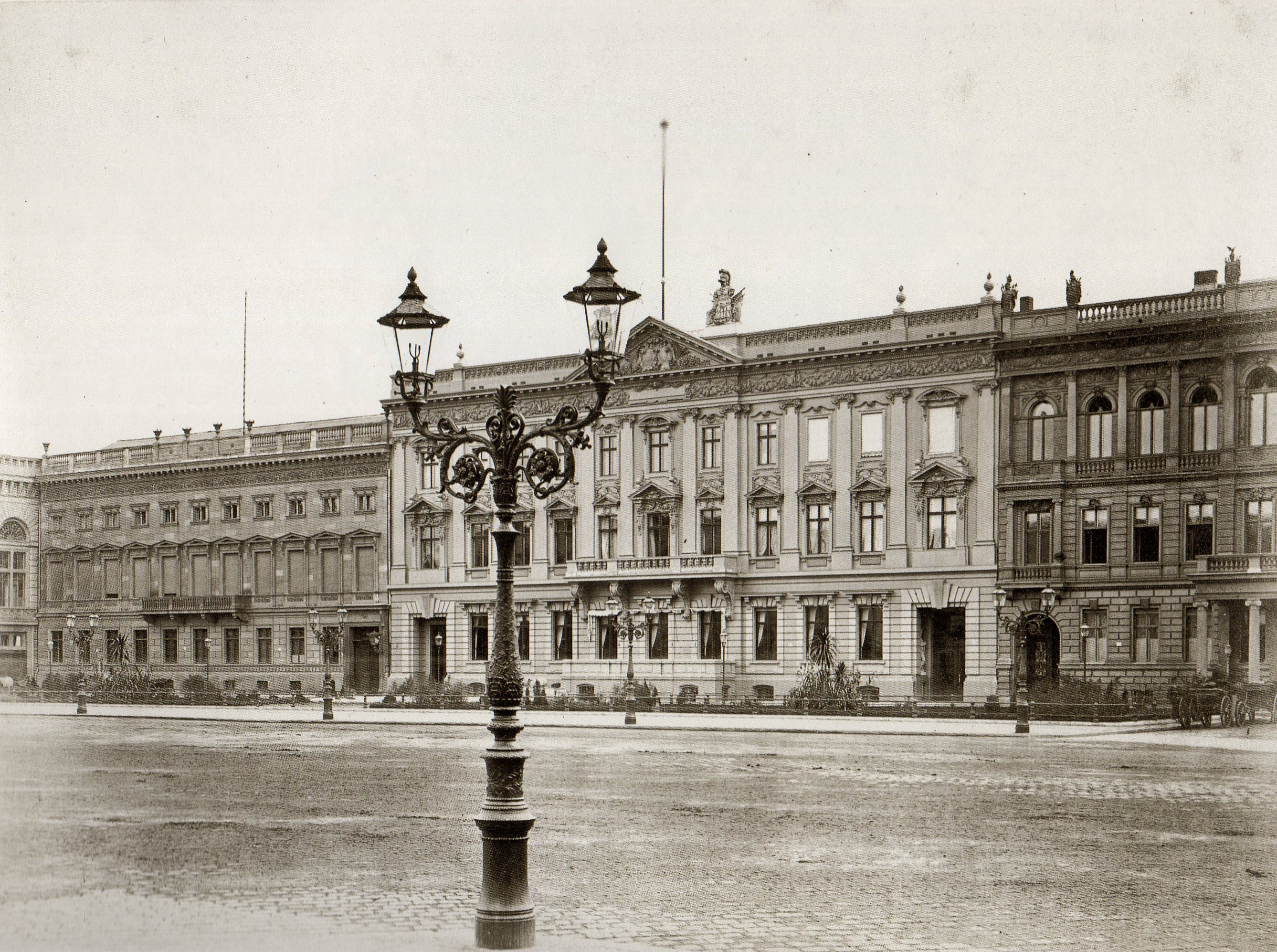
Das neue Rohdich’sche Legatenhaus um 1885
Fotografie von F. Albert Schwartz

Eine Bebauung des Grundstückes kann bis 1737 zurückverfolgt werden. Von 1735 bis 1737 wurde hier für den Hofmarschall Johann Georg von Geuder genannt Rabenstein († 1774) und seine Ehefrau Sophie Charlotte von der Groeben ein Palais errichtet. Am 26. Januar 1781 kam in diesem Haus der Dichter Achim von Arnim zur Welt. Nach mehrfachem Besitzerwechsel war der preußische Kriegsminister Friedrich Wilhelm von Rohdich seit dem 20. August 1792 Eigentümer des Anwesens. Er vererbte es 1796 an den dafür gegründeten Rohdich’schen Legatenfonds, der aus den Mieterlösen des Hauses Ausbildungsbeihilfen für Kinder von Angehörigen des 1. Garde-Regiments zu Fuß finanzierte. Das Gebäude wurde als vornehmes Wohnhaus genutzt. Der preußische General Friedrich von Wrangel hatte darin von 1849 bis zu seinem Tod 1877 seine Dienstwohnung als Gouverneur von Berlin. Daher rührt die Bezeichnung „Palais Wrangel“.
Nach Wrangels Tod wurde 1878 wurde unter Leitung von Gregor von Stralendorff, Rosemann & Jacob auf dem Grundstück ein größeres Gebäude, das neue Rohdich'sche Legatenhaus genannt, errichtet. Im Erdgeschoss befand sich ein Offizierskasino der Casinogesellschaft, in der Beletage wohnte Anton von Radziwill.
Von 1933 bis 1942 war das Gebäude am Pariser Platz 3 Dienstsitz von Fritz Todt, zunächst als „Generalinspektor des deutschen Straßenwesens“, im Zweiten Weltkrieg ab dem 17. März 1940 als Reichsminister für Bewaffnung und Munition. Sein Nachfolger wurde Albert Speer, der hier bis zu einem der letzten alliierten Luftangriffe am 18. März 1945 amtierte. Danach war das Gebäude weitestgehend zerstört; die Ruine wurde in den 1950er Jahren abgeräumt. Die planierte Fläche lag von 1961 bis 1989 im Sperrgebiet der Berliner Mauer.
Im wiedervereinigten Berlin entstand hier von 1996 bis 2001 nach einem Entwurf von Frank Gehry das DZ-Bank-Gebäude, ein Büro-, Konferenz- und Wohnhaus.